# Питивье (пирог)
Питивье (фр. pithiviers) — французский закрытый пирог из слоёного теста, происходящий из города Питивье в департаменте Луаре. Обычно готовится путем выпекания двух листов слоёного теста, между которыми укладывается начинка. Сверху смазывается яйцом. Может быть пикантным или сладким, в этом случае он обычно наполнен миндальным кремом.
Изобретение питивье относится к XVII веку, когда было изобретено слоёное тесто, но считается, что добавление миндального крема восходит к римской традиции.
Питивье бывают трёх видов.

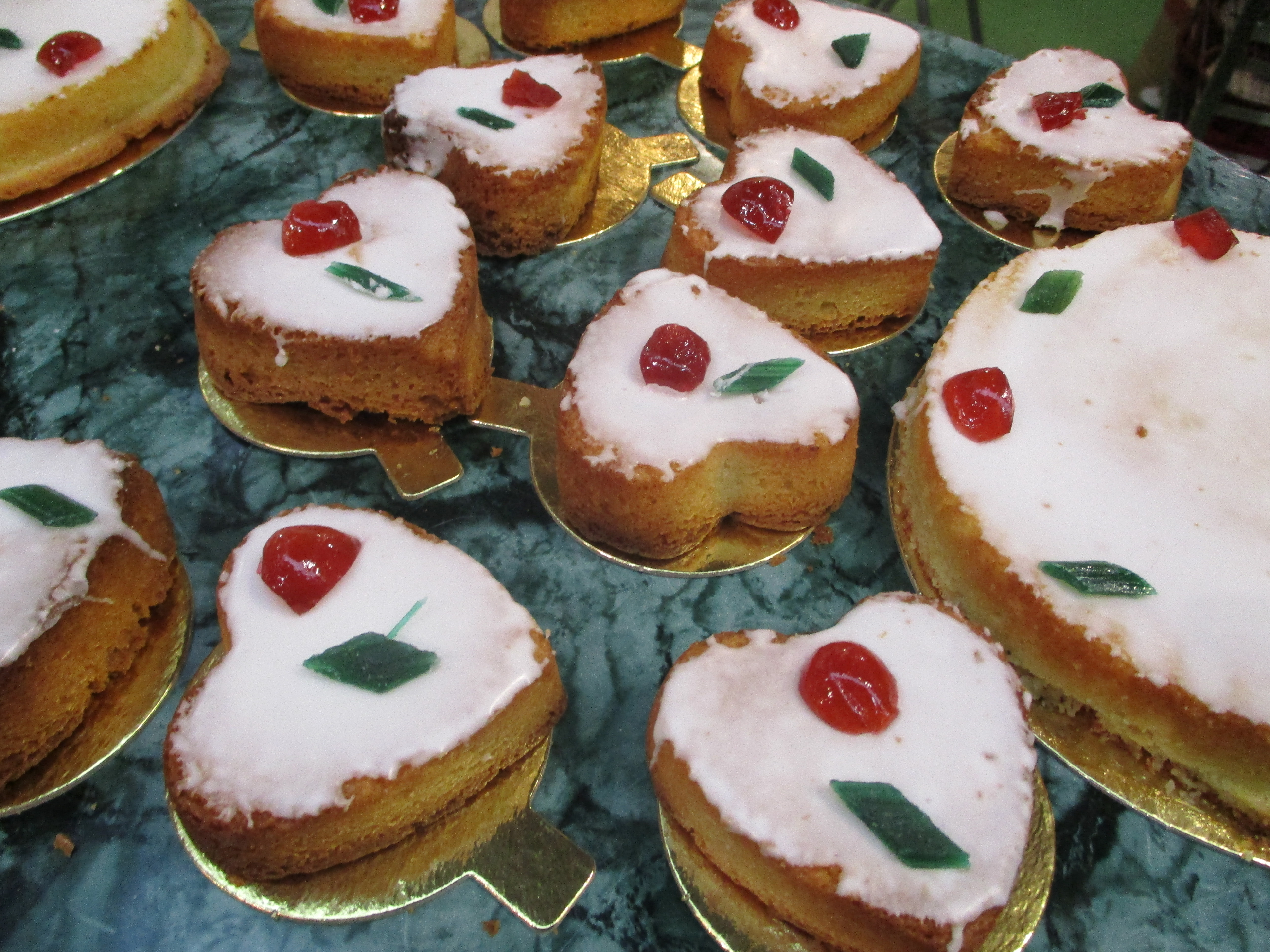
Сладкие питивье

- Наиболее известны слоёные питивье. Это относительно близко к galette des rois в северной Франции. Последние иногда также называют питивиерами. Энтузиасты питивье опровергают это сравнение. Основное отличие заключается в использовании франжипана в составе галет-де-руа: франжипан делается на две трети миндального крема и на одну треть ванильного крема.
- Питивье с помадкой покрывают глазурью и цукатами.
- Несладкий или пикантный питивье — это мясной пирог, который часто готовят с птицей (уткой, куропатками, голубями, жаворонками[2]) или свининой и различными овощами (капустой, морковью, луком-пореем и т. д.)[3].